# 名誉校長
名誉校長（めいよこうちょう）は、学校において名誉職として置かれる校長職。或いは学校の発展に貢献した者などに対して、退任時に授与される栄誉職または称号。著名人を任命する例もある。名誉学校長とも。類似の役職・称号に名誉副校長、関連するものとして名誉教頭がある(いずれも本項で解説)。

## 名誉校長

### 小中高等学校における名誉校長
日本では私立学校、専修学校において任命例がみられる他、中国の各種学校において州や学校当局から親善を目的に称号として贈呈されることもある。具体例としては、ノーベル賞を受賞した物理学者で東京大学特別栄誉教授の小柴昌俊が2003年5月に、地元の杉並区立桃井第五小学校から名誉校長の称号を贈呈されている例がある。

### その他の名誉校長
また、学校など教育機関以外の民間講座等でも、象徴的な役割或いは広告塔として推戴されることがある。いわゆる教育機関以外の学校の事例としては、2006年4月に、読売ジャイアンツ終身名誉監督の長嶋茂雄が青少年向けの野球塾「ジャイアンツ･ジュニア･ベースボール･アカデミー」の名誉校長に就任しているほか。コメディアンの坂上二郎が生前、栃木県那須塩原市にあった那須お笑い学校の名誉校長を務めていた例などがある。

## 名誉副校長

### 専修学校における名誉副校長
愛知県名古屋市にある専修学校 名古屋製菓専門学校では、「平成23年度あいちの名工」にも選ばれた工藤勝二が名誉副校長として生徒の教育指導にあたっている。

## 名誉教頭

### 戦前の高等予備校における名誉教頭
太平洋戦争以前の日本で置かれた教育者の名誉職の一つ。1914年（大正14年）、東京都神田神保町に東亜高等予備校が設立された際、松本亀次郎が名誉教頭に任ぜられたのはその例である。

### 文献資料
- 武田勝彦著『松本亀次郎の生涯：周恩来、魯迅の師』（早稲田大学出版部、1995年) ISBN 4657959379

### 報道資料
- 『読売新聞』2003年3月26日東京朝刊
- 『読売新聞』2006年1月1日東京朝刊
- 『毎日新聞』2011年3月11日地方版/栃木

### インターネット資料
- 名古屋製菓専門学校ウェブサイト「プロ講師の徹底指導」